# Sarıtaş, Baskil
Sarıtaş là một xã thuộc huyện Baskil, tỉnh Elâzığ, Thổ Nhĩ Kỳ. Dân số thời điểm năm 2011 là 128 người.